# Adnan ar-Rahimi
Adnan ar-Rahimi (ar. عدنان الرحيمي; ur. 9 kwietnia 1988) – tunezyjski zapaśnik walczący w stylu wolnym. Olimpijczyk z Pekinu 2008, gdzie zajął osiemnaste miejsce w kategorii 84 kg.
Dwa razy brał udział w mistrzostwach świata, jego najlepszy wynik to 32. miejsce w 2007. Piąty na igrzyskach śródziemnomorskich w 2013. Sześciokrotnie stawał na podium mistrzostw Afryki, w tym pięć razy na najwyższym stopniu: w 2008, 2010, 2011, 2012 i 2013. Triumfator igrzysk panarabskich w 2011 i mistrzostw Arabskich z 2010 roku.
- Turniej w Pekinie 2008

W pierwszej rundzie miał wolny los a następnie przegrał z Ormianinem Harutiunem Jenokianem.